# Le Cœur en Islande
Le Cœur en Islande est une bande dessinée du Français Pierre Makyo publiée en deux volumes par Dupuis en 1996 et 1998.

## Albums
- Le Cœur en Islande, Dupuis, coll. « Aire libre » :

1. Le Cœur en Islande 1, 1996  (ISBN 2-8001-2131-9).
2. Le Cœur en Islande 2, 1998  (ISBN 2-8001-2451-2)[1].

- Le Cœur en Islande : Édition intégrale , Depuis, coll. « Aire libre », 2005  (ISBN 2-8001-3144-6).